# ویلیام ام. فینکلستاین
ویلیام ام. فینکلستاین (انگلیسی: William M. Finkelstein؛ زادهٔ ۱ ژانویهٔ ۱۹۵۲) فیلم‌نامه‌نویس و تهیه‌کننده تلویزیونی اهل ایالات متحده آمریکا است. وی از سال ۱۹۸۸ میلادی تاکنون مشغول فعالیت بوده‌است.
از فیلم‌ها یا مجموعه‌های تلویزیونی که وی در آن‌ها نقش داشته‌است، می‌توان به ستوان بد: بندر نیواورلئان و کشمکش خوب اشاره نمود.